# Adrienne Shelly
Adrienne Shelly (nascida Adrienne Levine; Nova Iorque, 24 de junho de 1966 — Nova Iorque, 1 de novembro de 2006) foi uma atriz e cineasta norte-americana, célebre pelos filmes The Unbelievable Truth (1989) e Trust (1990). O seu último trabalho como atriz e realizadora foi Waitress, lançado postumamente em 2007.
A atriz e cineasta foi encontrada morta no seu escritório em West Village, Manhattan pelo seu marido, Andy Ostroy, em 1 de novembro de 2006.
Adriene Shelley foi brutalmente assassinada por Diego Pillco, um trabalhador da construção civil indocumentado de 19 anos do Equador, que mais tarde disse que a matou porque temia que Shelly o denunciasse e o deportasse.
Recordando a tragédia do assassinato de sua esposa, Ostroy diz que seu assassino encenou sua morte para se parecer com um suicídio. A filha do casal tinha dois anos na época.